# Store Perm
Store Perm (russisk: Пермь Великая) eller bare Perm (latin: Permia), var en middelalderstat i nutidens Perm kraj i Rusland. Fyrstendømmet var befolket af komier. Tsjerdyn antages at have været fyrstendømmets hovedstad.
Navnet "Perm"s etymologi er ukendt. Selv om byen Perm blev etableret i nyere tid og opkaldt efter Permia, har byen Tsjerdyn angivelig været kendt som "Store Perm" før i tiden. Tsjerdyn fungerede som et handelscentrum, og en af flere teorier er, at perm er et begreb for "handelsmænd" eller "marked" på det lokale sprog, men der har været andre teorier.  Det samme navn antages at være knyttet til toponymet "Bjarmeland" i norrøne sagaer. Den overordnede region, hvor Store Perm lå, var kendt som "wisu" (arabisk: وِيسُو, wīsū) på arabiske kort fra middelalderen, og omtales under dette navn i værker af Ahmad ibn Fadlan, Al-Gharnati, Zakariya al-Qazwini og Yaqut al-Hamawi (i hans Mu'jam Al-Buldan).
Begrebet kan være afledt fra navnet på vepserne som bosatte sig omkring Ladoga og øvre Sukhona.

## Fyrstendømmet Store Perm
Fyrstendømmet Store Perm (russisk: Великопермское княжество, Velikopermskoje knjazhestvo; komi: Ыджыт Перем öксуму, Чердін öксуму) voksede frem som en særlig Komipermjakisk feudalstat i 1300-1400-tallet som følge af, at Republikken Novgorod blev svækket. Fyrstendømmet beholdt en grad af selvstændighed under Storfyrstendømmet Moskva, men blev til sidst annekteret af Moskva i 1505.
Fyrstendømmet lå i området omkring øvre Kama, og opretholdt et nært forhold med Vytjegdas Perm (også kendt som Lille Perm). Begge Permstater havde betalt tribut til Novgorod siden det 8. eller 9. århundrede. Vytjegdas Perm blev kristnet af Stefan af Perm i det 14. århundrede og der efter underlagt Moskva. I 1451 fik et permisk fyrstehus kontrol over begge områder som vasaller under Moskva og fik derefter titlerne "prinserne af Vymskij" og "prinserne af Velikopermskij". Selv om kristningen af Store Perm skete ikke længe efter kristningen af Vytjegdas Perm, nød Store Perm endnu større selvstændighed som følge af sin beliggenhed mellem tre stormagter: Moskva, Novgorod og Kazan. Til sidst i 1472 erobrede en vasalhær fra Moskva med prinserne af Vymskij blandt dem Store Perm og fangede deres broder prins Mikhail Velikopermiskij. På trods af dette kom sidstnævnte snart tilbage fra Moskva og herskede som guvernør over området resten af sit liv. Hans søn Matteus Velikopermskij blev afsat af storprinsen fra Moskva i 1505.
Frem til begyndelsen af 1700-tallet blev navnet Store Perm brugt som officielt navn på øvre Kamas område, hvoraf en sydlig del blev styret af Stroganov-familien.
Navnet blev lånt i 1800-tallet af geologen sir Roderick Murchison som et navn på en geologisk periode (perm), som følge af mange studier og udforskninger i området.